# Johnny Lujack
John Christopher Lujack Jr. (Connellsville, 4 gennaio 1925 – Naples, 25 luglio 2023) è stato un giocatore di football americano statunitense che ha militato nel ruolo di quarterback per i Chicago Bears della National Football League (NFL). Al college giocò a football all'Università di Notre Dame vincendo Heisman Trophy, il massimo riconoscimento individuale a livello universitario.

## Carriera
Lujack giocò con i Notre Dame Fighting Irish nel 1942-1943 e nel 1946-1947, guidandolo alla vittoria di tre titoli nazionali. Scelto come quarto assoluto nel Draft NFL 1946 dai Chicago Bears, debuttò come professionista nel 1948. Nella sua stagione da rookie giocò come defensive back, terminando con 8 intercetti, ritornati per 131 yard.
Nell'ultima gara della stagione 1949, i Bears, con un record di 9-3, sconfissero i loro rivali cittadini, i Chicago Cardinals (6-5-1), con un punteggio di 52-21, l'11 dicembre. In quella gara, Lujack lanciò sei passaggi da touchdown e stabilì un record NFL con 468 yard passate. Il suo primato fu battuto da Norm Van Brocklin che ne passò 554 nel 1951 e tale record resiste ancora dopo 60 anni.
Sid Luckman e George Blanda giocarono dietro Lujack nella rotazione tra i quarterback nelle stagioni 1949 e 1950. In quell'ultimo anno, Lujack stabilì un altro record NFL per maggior numero di touchdown su corsa segnati in una stagione da un quarterback con 11. Quel primato fu pareggiato da Tobin Rote dei Green Bay Packers nel 1956 e superato da Steve Grogan dei New England Patriots nel 1976. A fine anno fu inserito nel First-team All-Pro dopo avere anche stabilito il record di franchigia per punti segnati in una stagione, 109, superato da Gale Sayers nel 1965 con 123 punti.
Dopo quattro stagioni coi Bears, Lujack tornò a Notre Dame come assistente allenatore.

## Palmarès
- Convocazioni al Pro Bowl: 2
- First-team All-Pro: 1

1950
- Leader della NFL in passaggi da touchdown: 1

1949
- Leader della NFL in touchdown su corsa: 1

1950
- Heisman Trophy - 1947
- Atleta maschile dell'anno dell'Associated Press - 1947
- College Football Hall of Fame

## Statistiche
| Partite totali | 47    |
| Yard passate   | 6 295 |
| Touchdown      | 41    |
| Intercetti     | 54    |
| Passer rating  | 65,3  |